# اشلی مک‌الینی
اشلی مک‌الینی (انگلیسی: Ashley McElhiney؛ زادهٔ ۷ ژوئیهٔ ۱۹۸۱) بازیکن بسکتبال، و سرمربی (بسکتبال) اهل ایالات متحده آمریکا است.